# Sky 56
Le Sky 56 est un ensemble immobilier , dans le quartier de la Part-Dieu à Lyon, en France.

## Situation
Le Sky 56 se trouve dans le 3e arrondissement de Lyon, à l'angle de l'avenue Félix Faure et de la rue du Général Mouton-Duvernet.
L'immeuble est situé au pied de la ligne de tramway T4 et à proximité de la gare SNCF Lyon Part-Dieu, du Rhônexpress, du tramway T3 et de la ligne B du métro.

## Construction
La pose de la première pierre a eu lieu le 13 octobre 2016. La fin des travaux et la livraison de Sky 56 étaient prévues au second semestre 2018.
La maîtrise d’ouvrage revient à Icade et Linkcity.
Son coût prévisionnel était estimé à 136 M€.

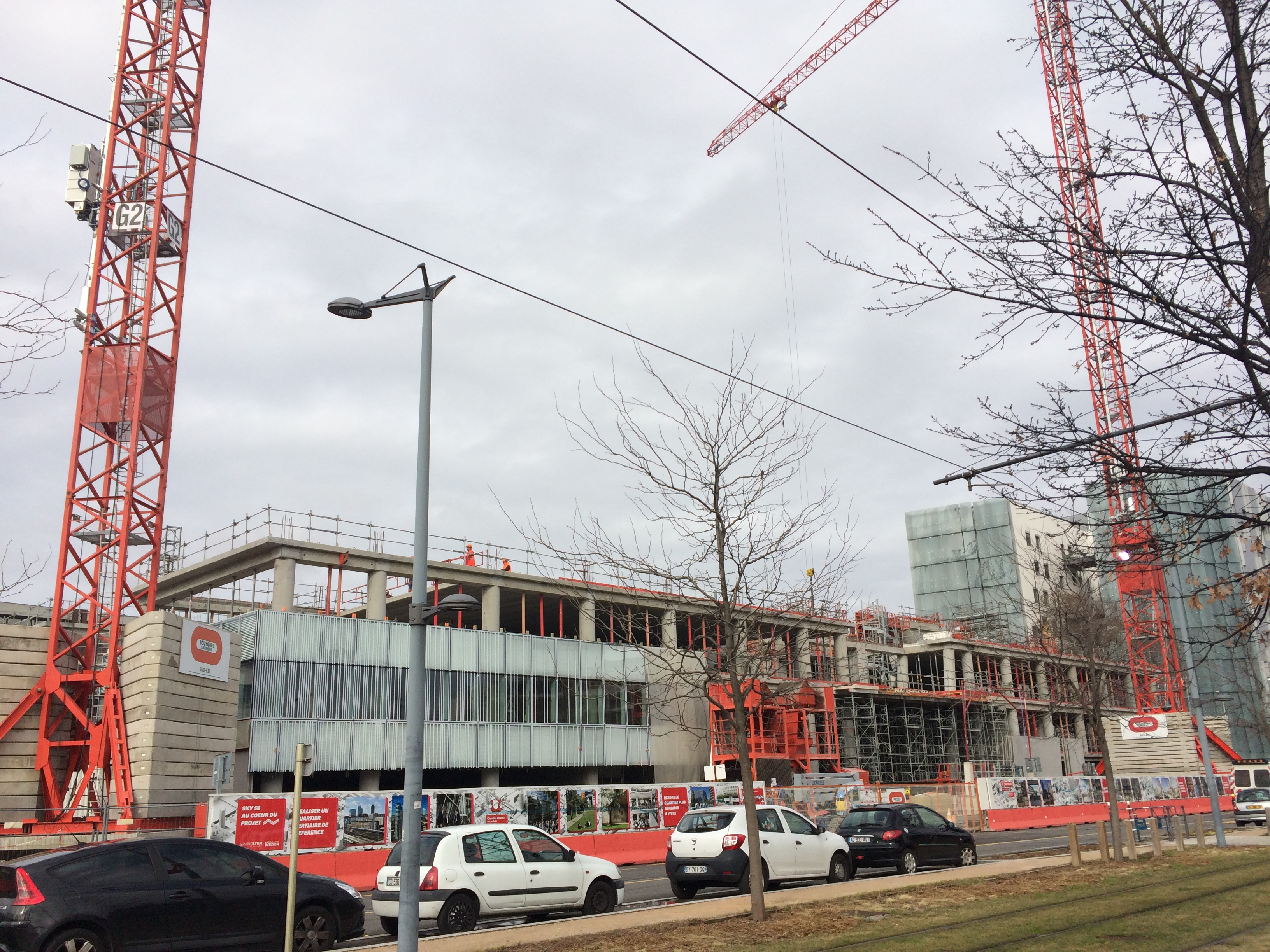
Sky 56 en construction le 8 février 2017.

## Architecture
Cette construction incarne le renouveau du sud du quartier d'affaires de Lyon, le long de la voie ferrée, sur des terrains laissés vierges depuis les premiers aménagements de la Part-Dieu en 1967.
L’édifice, conçu par les architectes Chaix et Morel et AFAA, se distingue par sa structure de verre et d’acier et sa forme incurvée. L'infrastructure a été pensée dans une démarche du respect de l'environnement et sera certifiée HQE Excellent et BREEAM,.

## Utilisation
D’une hauteur de 56 mètres, l’immeuble offre 30 700 m² de bureaux, commerces et services sur 14 niveaux. Le toit de l'édifice doit accueillir une terrasse ouverte au public.
Gecina est propriétaire du Sky 56. Début 2017, sa commercialisation atteint un stade avancé, Orange, Icade et Linkcity s’étant engagés sur la location de près de quatre cinquièmes de la surface.